# Forêt de Skirítida
La forêt de Skirítida (grec moderne : Δάσος Σκιρίτιδας) est une forêt de l'Arcadie, dans la péninsule du Péloponnèse, en Grèce. Elle est située dans le territoire du dème de Tripoli, au sein d'une zone entourée par les monts Ménale, Parnon et Taygète,.
La forêt couvre une superficie totale d'environ 40 à 50 kilomètres carrés et se situe à une altitude d'environ 650 à 1100 mètres au-dessus du niveau de la mer. Le fleuve Eurotas prend sa source dans la région,. Les villages présents dans la région sont Alepochóri, Kerasiá, Vlachokerasiá, Kollínes et Kaltezés.
Il est dit que la forêt aurait été à l'origine constituée de vieux chênes et qu'elle aurait été presque intacte, ainsi que dans un état naturel, jusqu'à la Guerre d'indépendance grecque en 1821, période pendant laquelle elle est détruite. Par la suite, la zone est en partie utilisée pour l'agriculture. En 1910, un reboisement de la zone est entrepris et, à partir de 1976, il est réalisé à plus grande échelle. Des pins, ainsi que des châtaigniers, sont notamment utilisés pour le reboisement.
Un sentier de randonnée d'une distance totale d'environ 14 kilomètres traverse la région. La durée totale de la randonnée est d'environ 6 à 8 heures,.